# Hanshou
Hanshou (chinesisch 汉寿县, Pinyin Hànshòu Xiàn) ist ein Kreis der bezirksfreien Stadt Changde im Norden der chinesischen Provinz Hunan. Er hat eine Fläche von 2021 km², davon 63.513 ha Ackerland. Ende 2021 hatte der Kreis 804.586 registrierte Einwohner. Davon lebten 283.769 im städtischen Milieu, 520.817 in den ländlichen Gemeinden und Dörfern.

## Geschichte
Als 221 v. Chr. zu Beginn der Qin-Dynastie das System der erblichen Lehen abgeschafft und Kommandanturen mit ernannten Beamten eingeführt wurden, gehörte das Gebiet von Hanshou zum Kreis Suo (索县) der Kommandantur Qianzhong (黔中郡). Der Amtssitz des Landrats befand sich im heutigen Dorf Chengzhi (城址村) der Großgemeinde Hangongdu (韩公渡镇) des Stadtbezirks Dingcheng von Changde. Unter Kaiser Liu Bao der Östlichen Han-Dynastie wurde der Kreis Suo im Jahr 134 in „Hanshou“, also „Langlebigkeit der Han-Dynastie“ umbenannt. Im Jahr 220 endete die Han-Dynastie und es begann die Zeit der Drei Reiche. Ab 222 gehörte Hanshou zum Staat Wu, 239 wurde der Kreis dementsprechend in „Wushou“ (吴寿县), also „Langlebigkeit der Wu-Dynastie“ umbenannt.
Neun Jahre später, im Jahr 248 trennte Sun Quan, der erste Herrscher der Wu-Dynastie, den Südosten des Kreises Wushou ab und gründete unter dem Namen „Longyang“ einen neuen Kreis, dessen Gebiet mehr oder weniger dem heutigen Hanshou entsprach. Der Amtssitz des Landrats befand sich im heutigen Straßenviertel Longyang. Während der Song-Dynastie hieß der Kreis von 1107 bis 1133 für kurze Zeit „Chenyang“, erhielt dann aber wieder seinen vorherigen Namen zurück. Von 1135 bis 1160 befand sich der Amtssitz des Landrats in der heutigen Gemeinde Niejiaqiao, wurde dann jedoch wieder nach Longyang zurückverlegt. Ab dem Jahr 1295 der Yuan-Dynastie gehörte Longyang zur Präfektur Changde (常德路). Seit 1912, dem ersten Jahr der Republik China, heißt der Kreis wieder „Hanshou“.
Gegen Ende des Chinesischen Bürgerkriegs rückten ab dem 19. Juli 1949 das 38. und 49. Korps der 4. Feldarmee (人民解放军第四野战军) aus Yidu bzw. Gong’an in Hubei auf Changde vor. Am 29. Juli 1949 eroberte die 147. Division des 49. Korps Changde, am 4. August 1949 rückte das Regiment 436 der 146. Division des 49. Korps (49军146师436团) kampflos in Hanshou ein.
Nach der Gründung der Volksrepublik China hieß die Kreisstadt zunächst „Chengguan“, als relativ städtisches Verwaltungszentrum handelte es sich um eine Großgemeinde (城关镇).
Im Zuge einer Gemeindereform Ende 2015 wurde Chengguan in vier Straßenviertel mit historischen Namen aufgeteilt, der Sitz der Kreisregierung befindet sich im Straßenviertel Longyang.

## Administrative Gliederung
Der Kreis Hanshou setzt sich auf Gemeindeebene aus 4 Straßenvierteln, 16 Großgemeinden und 2 Gemeinden zusammen. Diese sind:
| Straßenviertel Canglang (沧浪街道); Straßenviertel Chenyang (辰阳街道); Straßenviertel Longyang (龙阳街道), Sitz der Kreisregierung; Straßenviertel Zhumushan (株木山街道); Großgemeinde Bailuqiao (百禄桥镇); Großgemeinde Canggang (沧港镇); Großgemeinde Cuijiaqiao (崔家桥镇); Großgemeinde Fengjiapu (丰家铺镇); Großgemeinde Guantouzui (罐头嘴镇); Großgemeinde Jiangjiazui ( 蒋家嘴镇); Großgemeinde Junshanpu (军山铺镇); | Großgemeinde Longtanqiao (龙潭桥镇); Großgemeinde Potou (坡头镇); Großgemeinde Taizimiao (太子庙镇); Großgemeinde Xihu (西湖镇); Großgemeinde Yanwanghu (岩汪湖镇); Großgemeinde Yangtaohu (洋淘湖镇); Großgemeinde Yougang (酉港镇); Großgemeinde Zhoukou (洲口镇); Großgemeinde Zhujiapu (朱家铺镇); Gemeinde Maojiatan (毛家滩回族维吾尔族乡); Gemeinde Niejiaqiao (聂家桥乡). |